# Космодем'янське (Калінінградська область)
Космодем'янське (рос. Космодемьянское) — селище Гур'євського міського округу, Калінінградської області Росії. Входить до складу Добринського сільського поселення.
Населення —  108 осіб (2015 рік). 

## Населення
| 2002 | 2010 |
| ---- | ---- |
| 108  | →108 |